# Nikolai Stepulov
Nikolai Stepulov, rusky Nikolaj Michajlovič Stěpulov (20. března 1913 Narva – 2. ledna 1968 Tallinn) byl estonský boxer lehké váhy, člen klubu Tallinna Poksiklubi. Získal šest titulů amatérského mistra Estonska, v roce 1931 vybojoval bronzovou medaili na Dělnické olympiádě, byl finalistou Letních olympijských her 1936, kde podlehl Imre Harangimu z Maďarska, na mistrovství Evropy v boxu 1937 skončil rovněž na druhém místě po finálové porážce s Němcem Herbertem Nürnbergem. Pracoval pro estonskou armádu a ministerstvo hospodářství, od roku 1938 boxoval profesionálně. Po připojení Estonska k Sovětskému svazu vzhledem ke své ruské národnosti vstoupil dobrovolně do Rudé armády a byl pověřen odzbrojováním estonských bezpečnostních složek. Dne 21. července 1940 nařídil střelbu do příslušníků milice Kaitseliit, která si vyžádala sedmnáct obětí. Sovětské úřady jeho čin odsoudily a Stepulov byl uvězněn, ale po napadení SSSR Německem byl propuštěn a odeslán na frontu. Po válce se ještě stal boxerským mistrem Estonské SSR, ale krátce nato ukončil sportovní kariéru. Poté vykonával podřadné práce, propadl alkoholu, zapletl se s podsvětím a od roce 1955 trávil většinu času v nápravných zařízeních. Zemřel na Parkinsonovu nemoc v tallinnské vězeňské nemocnici ve věku 54 let, je pochován na hřbitově Pärnamäe.